# Kangur smukły
Kangur smukły, walabia smukła (Notamacropus agilis) – gatunek ssaka z podrodziny kangurów (Macropodinae) w obrębie rodziny kangurowatych (Macropodidae), dość szeroko rozprzestrzeniony, liczny. Poluje się na niego dla mięsa (które wykorzystuje się do produkcji konserw dla psów i kotów) oraz futra.

## Taksonomia
Gatunek po raz pierwszy zgodnie z zasadami nazewnictwa binominalnego opisał w 1842 roku brytyjski przyrodnik John Gould nadając mu nazwę Halmaturus agilis. Miejsce typowe to Port Essington, Terytorium Północne, w Australia. Holotyp to skóra (sygnatura BMNH 44.2.15.2) i czaszka bez żuchwy (BMNH 44.2.15.3) dorosłego samca z kolekcji Muzeum Historii Naturalnej w Londynie.
Ponieważ nie które ujęcia sustematyczne rozpoznają 3 lub 4 słabo zróżnicowane podgatunki (agilis – Terytorium Północne; jardinii – Queensland, nigrescens – Australia Zachodnia; i papuanus – Nowa Gwinea), potrzebne są kompleksowe badania morfologiczne i genetyczne. Autorzy Illustrated Checklist of the Mammals of the World uznają ten takson za gatunek monotypowy.

### Etymologia
- Notamacropus: gr. νοτος notos „południe”; rodzaj Macropus Shaw, 1790 (kangur)[23].
- agilis: łac. agilis „zwinny, ruchliwy”, od agere „wprawić w ruch”[24].

## Zasięg występowania
Kangur smukły występuje w północnej Australii od Broome, w Australii Zachodniej, na wschód do Rockhampton, w Queenslandzie, a także południowe i wschodnie niziny Nowej Gwinei (w tym Wyspa Goodenougha, Fergusson Island i Kiriwina); występuje również na Hinchinbrook Island, Mornington Island i Friday Island (Queensland), Adolphus Island i Mary Island (Australia Zachodnia) oraz Groote Eylandt, Bremer Island, Elcho Island oraz wyspy Tiwi i Sir Edward Pollow Group (Terytorium Północne). Odizolowana populacja występuje w południowo-wschodnim Queenslandzie na wyspach North i South Stradbroke Island, Russell Island oraz Woogoompah Island, natomiast niewielka populacja zamieszkuje stały ląd w pobliżu Coomera.

## Morfologia
Długość ciała (bez ogona) samic 59,3–72,2 cm, samców 71,2–85 cm, długość ogona samic 58,7–70 cm, samców 69,2–84 cm; masa ciała samic 9–15 kg, samców 16–27 kg. Samce mają znacznie mocniejsze kończyny przednie niż samice. U obu płci ubarwienie większości ciała jest piaskowobrązowe z białym brzuchem oraz widocznym pasem na udach, ciemnobrązowym paskiem między oczami i uszami oraz płowożółtym paskiem na policzkach.
Na co dzień żyje w grupach dochodzących do 10 osobników, choć na czas żerowania może skupiać się w większe stada. Jest czujnym i (jak na kangurowate) dość nerwowym zwierzęciem, co demonstruje, gdy jest zaniepokojony, poprzez silne tupanie stopami o ziemię z wysoko podniesioną głową.
Kangura smukłego od pazurogona jedwabistego (Onychogalea unguifera) można odróżnić po braku czarnego paska na grzbiecie oraz po pionowej postawie ciała podczas biegu; od kangura rdzawoszyjego (Notamacropus rufogriseus) po bledszym umaszczeniu, a także po sposobie poruszania się; od kangura nadobnego (Notamacropus parryi) po krótszym ogonie oraz postawie ciała podczas biegu; natomiast od kangura pasmowego (Notamacropus dorsalis) po bledszym umaszczeniu oraz braku paska na grzbiecie.

## Ekologia

### Środowisko
Stanowi charakterystyczny element krajobrazu typowego dla tamtejszych regionów. Choć jego preferowanym habitatem są brzegi rzek i strumieni w otwartych lasach i sąsiadujących z nimi obszarach trawiastych, w Terytorium Północnym, występuje także na obszarach od piaszczystych wydm na wybrzeżach aż do podnóży śródlądowych wzgórz. Pomimo iż żyje na otwartych terenach, pasie się na nich wyłącznie rano i wieczorem. W ciągu dnia zazwyczaj szuka schronienia w cieniach drzew i krzewów.

### Pożywienie
Kangur smukły żywi się większością traw rosnących w jego zasięgu występowania. Potrafi także wykopywać, rosnące ponad 30 cm pod ziemią, korzenie niektórych gatunków. Robi to głównie na obszarach Terytorium Północnego, odradzających się po pożarach. W czasie powodzi natomiast przenosi się na wyżej położone, lecz uboższe w pożywienie tereny. Gdy woda nieco opadnie, wraca na żyzne tereny, gdzie żywi się niskimi trawami oraz turzycami. Do swojej diety włącza również liście kuliby (Eucalyptus microtheca), a także owoce Nauclea orientalis oraz figi.

### Rozmnażanie
W niewoli samice osiągają dojrzałość płciową po 12 miesiącach, samce natomiast po 14. Przypuszcza się, że na wolności okres ten trwa odpowiednio kilka miesięcy dłużej. Po trwającej 30 dni ciąży na świat przychodzi zawsze jedno młode, które pozostaje w torbie przez 7–8 miesięcy. Matka karmi je mlekiem do 10–12 miesiąca życia. Często samice parzą się i ponownie zachodzą w ciążę krótko po narodzinach młodego, ale powstała wówczas blastocysta pozostaje uśpiona dopóki torba lęgowa jest zajęta. Badania prowadzone nad kangurami smukłymi zamieszkującymi Terytorium Północne wykazały, iż śmiertelność młodych dorastających w torbie jest wysoka, jednakże w przypadku śmierci młodego, samica w ciągu miesiąca może wydać na świat kolejne, pochodzące właśnie z tej uśpionej blastocysty.

## Status
Liczebność tego gatunku, a także szkody jakie według człowieka (Homo sapiens) wyrządza on w uprawach oraz na pastwiskach sprawiły, że w niektórych częściach Australii prowadzone są akcje, mające na celu zmniejszenie jego populacji. W Czerwonej księdze gatunków zagrożonych Międzynarodowej Unii Ochrony Przyrody i Jej Zasobów został zaliczony do kategorii LC (ang. least concern ‘najmniejszej troski’). W Australii Zachodniej oraz w Terytorium Północnym przeprowadzono nawet kampanie zatruwania tych kangurów. W Queensland natomiast, na obszarach, na których uprawia się trzcinę cukrową do dziś funkcjonuje system polowań na te kangury.